# 캐디안
CADian은 대한민국의 (주)캐디안이 개발한 컴퓨터 지원 설계 프로그램의 한 종류이다. 개인용 컴퓨터에서 구동되며, 업계에서 많이 사용되고 있는 미국 오토데스크(Autodesk)의 오토캐드(AutoCAD) dwg 파일 형식으로 양방향 호환되며, AutoCAD 명령어와 단축키를 지원하므로 대안캐드 또는 호환캐드로 널리 알려져 있다. 산업 표준인 DWG 형식과 외부 파일 형식 DXF, 웹 기반의 벡터 형식 DWF 등을 지원할 뿐만 아니라 벤틀리의 마이크로스테이션(Microstation) 형식 DGN 확장자도 지원한다. 캐디안은 응용 프로그램 개발자 또는 사용자들이 add-on 프로그램을 작성할 수 있도록 많은 API를 지원하고 있다. CADian Lisp(오토캐드의 Autolisp에 해당), VBA, C#, SDS(오토캐드의 ADS에 해당), IcARX(오토캐드의 Object ARX에 해당) 등을 포함한다. IcARX는 캐디안의 기능을 확장하는 데 쓰이는 C++ 클래스 라이브러리이며, SDS나 리습, VBA, C# 등과 혼합되어 건축, 토목, 전기, 플랜트, 가구/인테리어 설계는 물론 BOM(Bill of material)을 추출하기 위한 프로그램 개발에 사용된다. CADian(CAD하는 사람들이라는 의미)은 한글과 영문 버전 외에 중국어 간체, 중국어 번체, 일본어, 헝가리어 등 다국어 버전을 지원한다.
1). 제품 구분 : CADian의 제품군은 모든 기능을 지원하는 CADian Professional, 기능이 다소 제한된 CADian Classic 두 가지로 나뉜다. CADian Pro 및 Classic는 오토캐드 full 버전과 LT 버전이라고 이해하면 된다.
2). 사용 기한 : 영구 라이선스, 임대 라이선스를 선택할 수 있다.
3). 동시 사용 : 개인별 설치하여 사용하는 단일형(Node Lock) 라이선스, 여러 명이 동시에 사용할 수 있는 복수형(Network) 라이선스, 한 기업(기관)이 무제한 설치 사용 가능한 사이트(Site) 라이선스로 구분된다.